# Cymothoidae
Cymothoidae Leach, 1818 è una famiglia di crostacei dell'ordine degli Isopodi. Sono generalmente ectoparassiti dei pesci, diffusi sia in ambiente di acqua marina che di acqua dolce.

## Biologia
I Cimotoidi sono parassiti di molte specie di pesci ed hanno in genere un rapporto strettamente specie-specifico con il proprio ospite.
Vivono sulla pelle, sulle branchie o nella bocca dei loro ospiti. Hanno un apparato buccale penetrante-succhiante e sono in grado di infliggere estese ferite, alterare la crescita e talora causare la morte dell'ospite.

## Tassonomia
La famiglia comprende i seguenti generi:
- Aegathoa Dana, 1853
- Agarna Schioedte & Meinert, 1884
- Amblycephalon Pillai, 1954
- Anilocra Leach, 1818
- Anphira Thatcher, 1993
- Artystone Schioedte, 1866
- Asotana Schioedte & Meinert, 1881
- Braga Schioedte & Meinert, 1881
- Catoessa Schioedte & Meinert, 1884
- Ceratothoa Dana, 1852
- Cinusa Schioedte & Meinert, 1884
- Creniola Bruce, 1987
- Cterissa Schioedte & Meinert, 1884
- Cymothoa Fabricius, 1787
- Elthusa Schioedte & Meinert, 1884
- Emetha Schioedte & Meinert, 1883
- Glossobius Schioedte & Meinert, 1883
- Ichthyoxenus Herklots, 1870
- Idusa Schioedte & Meinert, 1884
- Isonebula Taberner, 1977
- Joryma Bowman & Tareen, 1983
- Kuna Williams & Williams, 1986
- Lathraena Schioedte & Meinert, 1881
- Livoneca Leach, 1818
- Lobothorax Bleeker, 1857
- Mothocya Costa in Hope, 1851
- Nerocila Leach, 1818
- Norileca Bruce, 1990
- Olencira Leach, 1818
- Ourozeuktes H. Milne-Edwards, 1840
- Paracymothoa Lemos de Castro, 1955
- Philostomella Szidat & Schubart, 1960
- Pleopodias Richardson, 1910
- Plotor Schioedte & Meinert, 1881
- Pseudoirona Pillai, 1964
- Renocila Miers, 1880
- Rhiothra Schioedte & Meinert, 1884
- Riggia Szidat, 1948
- Ryukyua Williams & Bunkley-Williams, 1994
- Smenispa Özdikmen, 2009
- Telotha Schioedte & Meinert, 1884
- Tetragonocephalon Avdeev, 1978

### Alcune specie

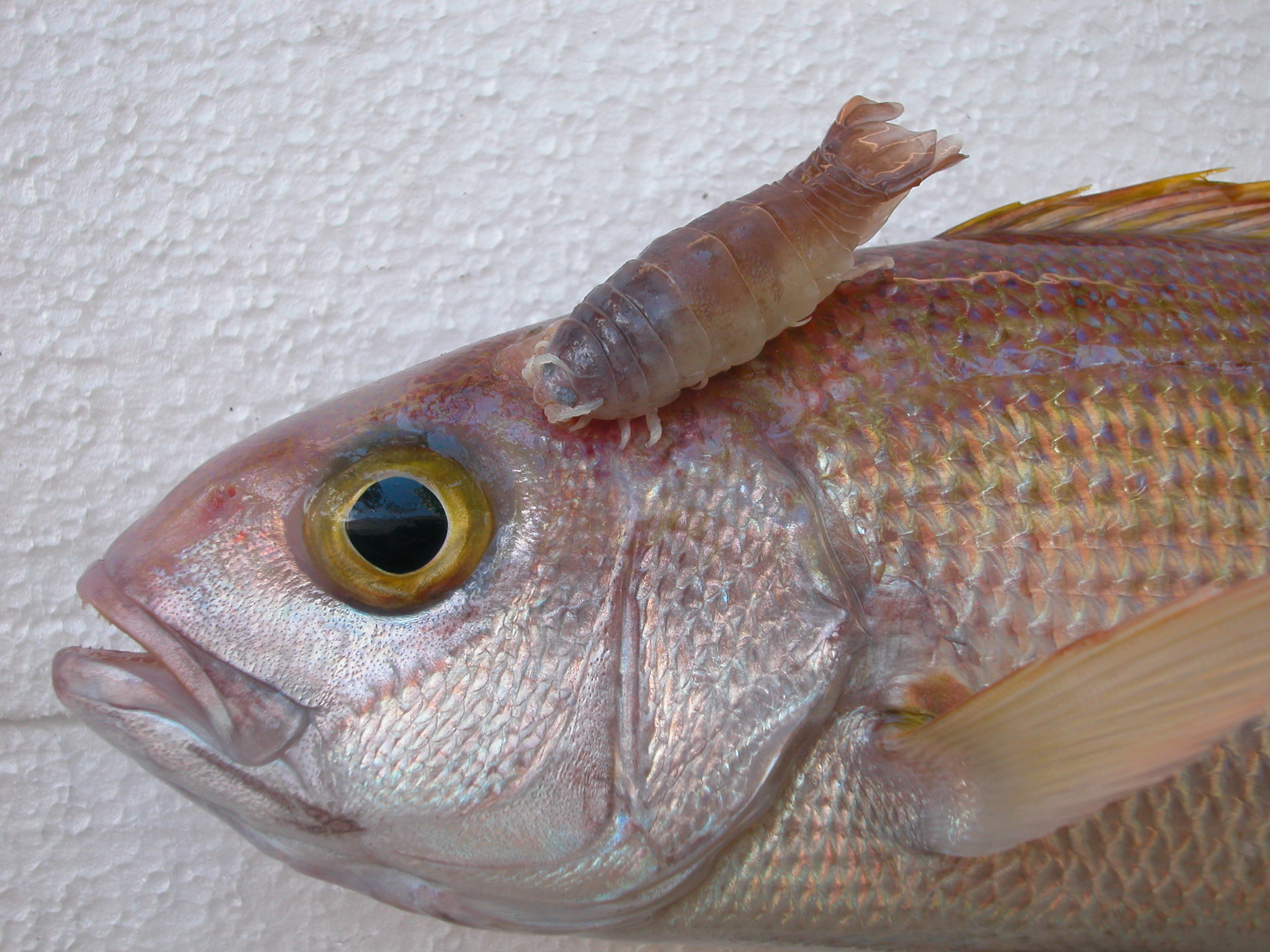
Anilocra gigantea su Pristipomoides filamentosus
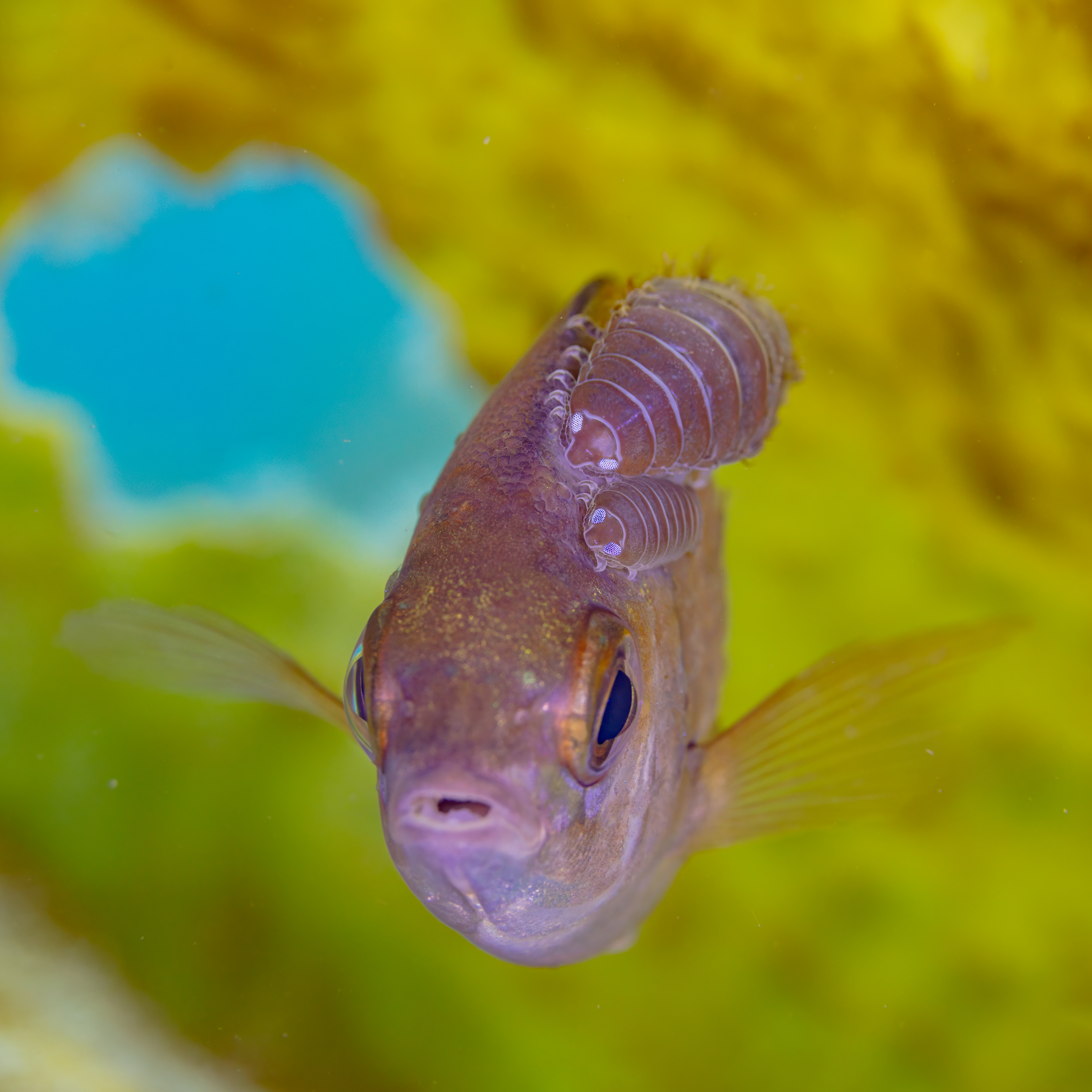
Anilocra physodes su Spondyliosoma cantharus
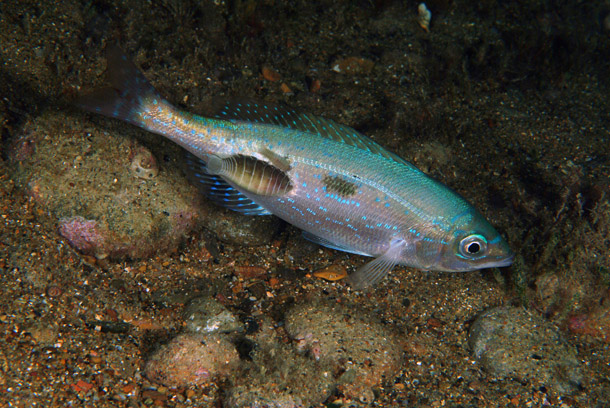
Anilocra sp.
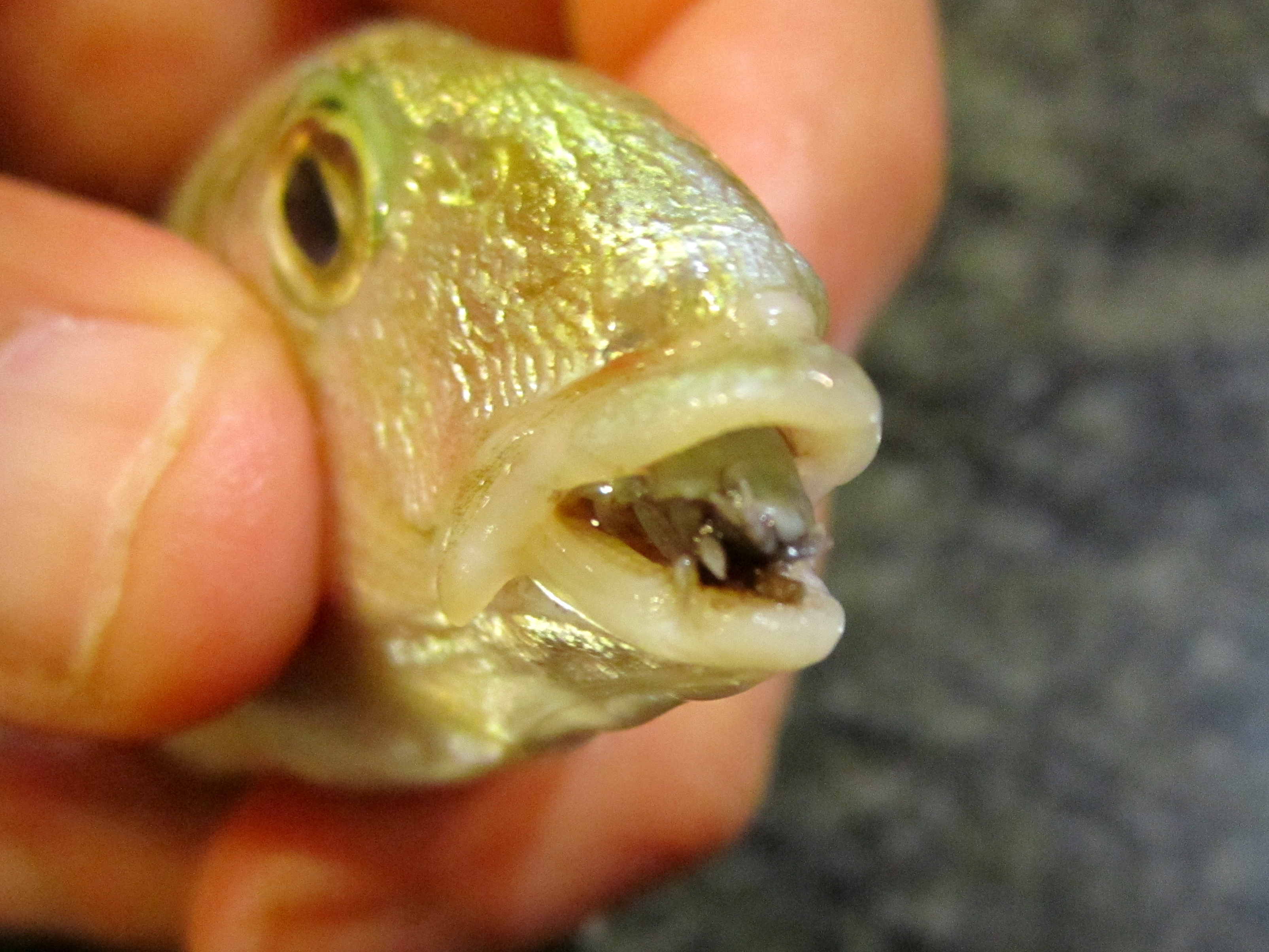
Cymothoa exigua
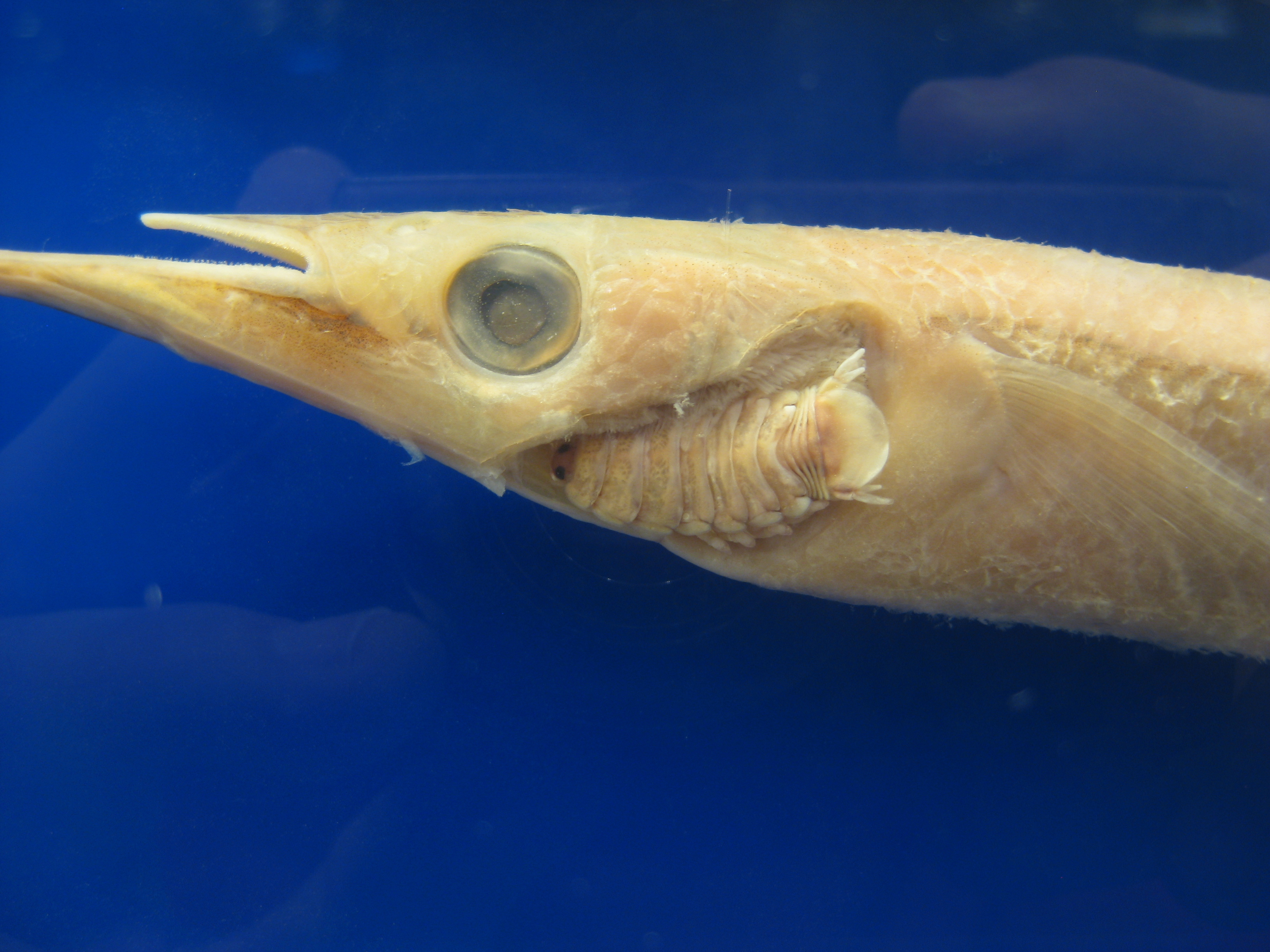
Mothocya sajori
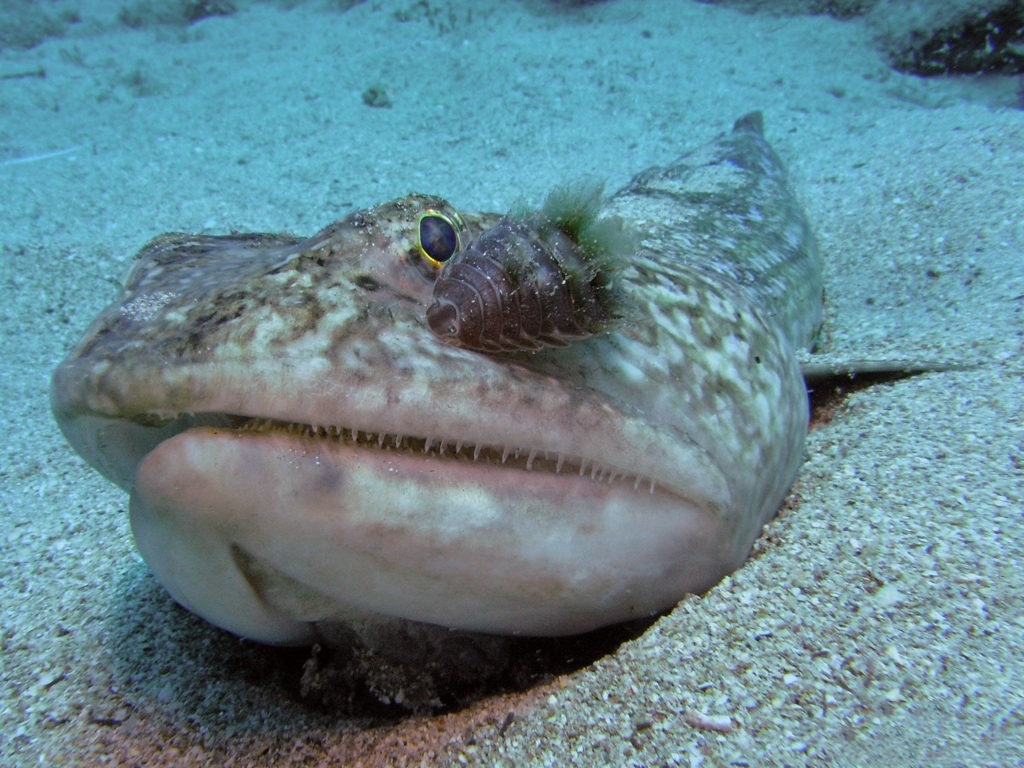
Nerocila armata